# Michał Szalacha
Michał Szalacha (ur. 15 stycznia 1994 w Rzeszowie) – polski siatkarz, grający na pozycji środkowego. Wychowanek Asseco Resovii. W trakcie sezonu 2018/2019 w kwietniu 2019 roku został zawodnikiem Jastrzębskiego Węgla, do którego trafił na zasadzie transferu medycznego, a następnie klub podpisał z nim kontrakt na sezon 2020/2021.

## Sukcesy klubowe

### młodzieżowe
Młoda Liga:
- 2011
- 2014
- 2012

Mistrzostwa Polski Juniorów:
- 2013
- 2012

### seniorskie
Mistrzostwo Polski:
- 2021
- 2024[5]
- 2019, 2022

Puchar Polski:
- 2024[6]

## Sukcesy reprezentacyjne
Puchar Świata:
- 2019